# Echte Knochenfische
Die Echten Knochenfische (Teleostei) sind eine Teilklasse der Strahlenflosser (Actinopterygii). Sie werden auch als Knochenfische im engeren Sinne bezeichnet, um sie begrifflich eindeutig von den Knochenfischen im weiteren Sinne (Osteichthyes) zu unterscheiden. Der wissenschaftliche Name „Teleostei“ (gr. telos – „Vollendung“; osteon – „Knochen“) bezieht sich auf das bei vielen Arten vollständig verknöcherte Skelett. Die rezenten Teleostei werden auch unter dem Taxon Teleocephala zusammengefasst und so von den fossilen Formen abgegrenzt.
Zu den Echten Knochenfischen zählen mit ca. 30.000 bekannten rezenten Arten über 96 Prozent aller lebenden Fischarten und damit etwa die Hälfte aller beschriebenen Wirbeltierarten.

## Merkmale
Echte Knochenfische besitzen eine bei den Wirbeltieren einmalige Formenfülle. Neben der typischen Fischgestalt unterschiedlicher Ausprägung gibt es die Plattfische, extrem lange und schmale Bandfische, schlangenartige Muränen und Kiemenschlitzaale, denen sogar weitgehend die Flossen fehlen, und scheibenförmige Diskus- und Fledermausfische.
Zu den Echten Knochenfischen gehören mehrere der kleinsten Wirbeltierarten der Welt, so der Karpfenfisch Paedocypris progenetica und der Grundelartige Schindleria brevipinguis. Beide Arten erreichen noch nicht mal die Länge eines Zentimeters. Der Riemenfisch Regalecus glesne wird dagegen bis zu acht Meter lang und wird nur von einigen Knorpelfischen, zum Beispiel dem Walhai übertroffen. Der Mondfisch erreicht ein Gewicht von 2,3 t und ist damit die schwerste Knochenfischart.

### Schädel

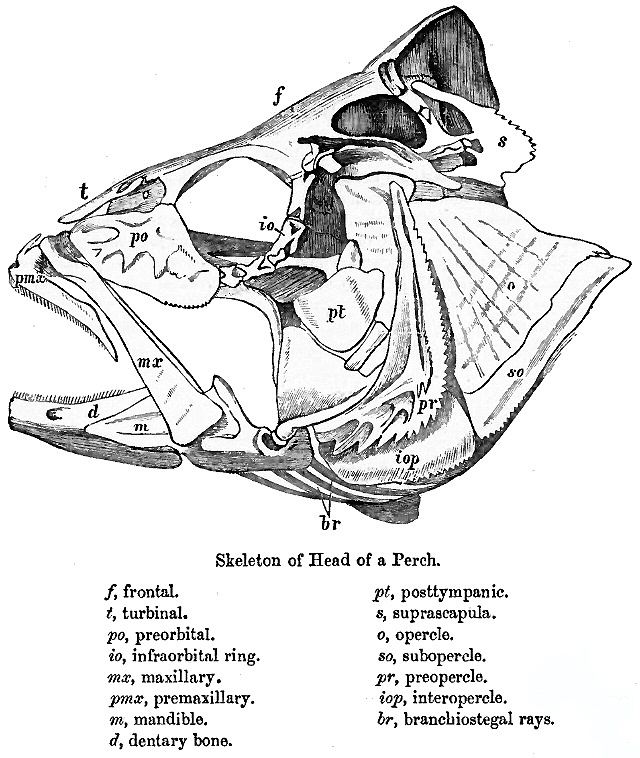
Schädel eines Barsches

Der Schädel der Echten Knochenfische besteht aus zahlreichen Einzelknochen. Bei ursprünglichen Teleostei sind es normalerweise mehr als bei fortgeschrittenen Teleostei. Bei den ursprünglichen ist noch gut zwischen exocranialen, eher außen sitzenden und endocranialen, eher innen sitzenden Knochen zu unterscheiden. Im Laufe der Evolution wanderten immer mehr endocraniale Knochen zur Schädeloberfläche. Kleine Knochen der Schädeloberfläche gingen bei den fortgeschrittenen Teleostei oft verloren oder in bestimmten Taxa erfolgte die Neubildung von Knochen, so bei Salmlerartigen, Karpfenartigen und Hechtartigen. In den Knochen der Schädeloberfläche verlaufen Kanäle des Seitenlinienorgans.
Die Schädelknochen der Echten Knochenfische sind wegen der starken anatomischen Umgestaltung oft schwer mit denen anderer Wirbeltiere zu homologisieren, oder bei anderen Taxa werden abweichende Bezeichnungen verwendet.
Zahntragende Knochen im Oberkiefer sind bei ursprünglichen Teleostei Vomer, Parasphenoid, Extopterygoid, Endopterygoid, Dermoplatinum, Maxillare und Prämaxillare, im Unterkiefer nur das Dentale. Im Laufe der Evolution wurde die Anzahl der zahntragenden Knochen reduziert. Bei den Acanthomorpha, die oft stark vorstülpbare Mäuler haben, ist selbst das Maxillare zahnlos und dient nur noch als Hebel, um das zahntragende Prämaxillare auszufahren.
Bei den ursprünglichen Echten Knochenfische sind außerdem die Branchiostegalstrahlen bezahnt. Diese Zähne sind bei höheren Taxa zu Zahnplatten im Schlund (Schlundkiefer) geworden, so bei den Karpfenartigen, den Hornhechten, den Lippfischen und Meerbrassen. So wurde es diesen Fischen möglich auch sehr hartschalige Nahrung zu fressen.
Der Schädel ursprünglicher Echter Knochenfische ist über das Basioccipitale mit der Wirbelsäule verbunden. Bei den Neoteleostei gibt es zwei zusätzliche Gelenkflächen über das Exoccipitalia.

### Postcranialskelett
Die Wirbelsäule der Echten Knochenfische kann zwischen 18 (Kofferfische) bis mehr als 750 Wirbel (Schnepfenaale der Gattung Nemichthys) umfassen.

### Haut
Die Oberhaut (Epidermis) der Teleostei besteht bei den Larven noch aus zwei Schichten, bei ausgewachsenen Fischen aus vielen Schichten lebender Zellen. Je nach Lebensweise der Fische ist die Oberhaut unterschiedlich dick, 20 bis 50 μm bei Fischen, die im freien Wasser leben, 300 bis 450 μm bei bodenbewohnenden Fischen. Der ganze Fisch ist von einer Schleimhaut umhüllt, die von zahlreichen Schleimzellen in der Epidermis abgesondert und durch Microleisten in der Epidermis verteilt wird. Eine Hornhaut wie bei Landwirbeltieren gibt es nicht. Verhornungen sind aber als Spezialanpassungen vorhanden, z. B. im Mundbereich von Harnischwelsen, um Algen von Felsen abzuschaben, oder als Perlausschlag zur Laichzeit bei den Karpfenfischen.

### Schuppen
Die meisten Echten Knochenfische sind beschuppt. Die Schuppen sind Überreste der umfassenden Hautpanzerung der ursprünglichen Wirbeltiere. Alle Teleostei haben Elasmoidschuppen, die zellfreie plattenförmige Knochenbildungen sind. Da sie konzentrisch wachsen, können sie wie Baumringe zur Altersbestimmung herangezogen werden. Man unterscheidet zwei Schuppentypen, die ursprünglichere Rundschuppe (Cycloidschuppe) die kreisförmig und glattrandig ist, sowie die Kammschuppe (Ctenoidschuppe), die am Hinterrand mit Dornen und anderen Fortsätzen versehen ist. Rundschuppen kommen bei allen Teleostei-Gruppen vor, bei einigen wie den Lippfischen sind sie sekundär wieder vereinfachte Kammschuppen.
Nicht mit Schuppen homolog sind die Knochenschilde der Harnisch- und Panzerwelse, der Seenadeln sowie der Kofferfische.

### Synapomorphien
Eine klare Definition der Knochenfische i. e. S. ist besonders an ihrer Wurzel schwierig. Wiley und Johnson (2010) geben folgende Synapomorphien für die Teleostei an.
1. Quadratum caudoventral mit “Quadratojugal”fortsatz (Bindegewebsknochen).
2. Maxillare drehbar (Einengung des Mundwinkels).
3. Coronoidea fehlen im Unterkiefer.
4. Articulare mit Angulare (oder aber Retroarticulare) verschmolzen.
5. Neuraldorn des Praeurale 1 kurz oder weitgehend reduziert (s. Schwanzflosse).
6. Brustflossen-Propterygium mit dem vordersten Radius verschmolzen.
7. Dorsale Basis-Fortsätze der innersten dorsalen Schwanzflossenstrahlen vorhanden.
8. Uroneuralia nur von Uralwirbeln aus.
9. Hinteres Myodom (Kanal für die Geraden Augenmuskeln) bis ins Basioccipitale reichend.
10. Frontale hinten stets breiter als vorne (außer bei Osteoglossomorpha und etlichen Ostariophysi).
11. Vomer unpaar.

Jedes dieser Merkmale genügt schon, um einen Teleosteer mit großer Wahrscheinlichkeit zu erkennen. Natürlich aber kann z. B. ein kleinäugiger Fisch keine Myodome, ein schwanzflossenloser keine Uroneuralia haben (usw.).

## Lebensräume und Artenverteilung
Die Echten Knochenfische entwickelten sich ursprünglich in Süßwasserökosystemen. Manche Gruppen sind ins Meer gewandert, von diesen sind wiederum einzelne sekundär wieder Süßwasserbewohner geworden. Auf die verschiedenen Lebensräume verteilen sich die Arten heute folgendermaßen:
- Primär im Süßwasser 33,1 %, Salmlerartige (Characiformes), Karpfenartige (Cypriniformes), Welsartige (Siluriformes)
- Sekundär im Süßwasser 8,1 %, Buntbarsche (Cichlidae), Zahnkärpflinge (Cyprinodontiformes)
- Warme Küsten bis in einer Tiefe von 200 Meter 40,5 %, Echte Barsche (Percoidei), Schleimfischartige (Blennioidei), Grundelartige (Gobiiformes), Aalartige (Anguilliformes)
- Kalte Küsten 5,6 %, Dorsche (Gadidae), Aalmuttern (Zoarcidae), Schleimfischartige (Blennioidei), Panzerwangen (Scorpaeniformes)
- Tiefseeböden und Kontinentalhänge 6,4 %, Grenadiere (Macrouridae), Eingeweidefischartige (Ophidiiformes), Aalmuttern (Zoarcidae), Aalartige (Anguilliformes), Panzerwangen (Scorpaeniformes),
- Tiefsee unter 200 Meter, pelagisch 5,0 %, Heringsartige (Clupeiformes), Laternenfische (Myctophidae)
- Hochsee bis 200 Meter, pelagisch 1,3 %, Makrelen und Thunfische (Scombridae), Fliegende Fische (Exocoetidae)

## Fortpflanzung
Echte Knochenfische sind überwiegend getrenntgeschlechtlich. Bei vielen marinen Arten treten jedoch verschiedene Formen der Zwittrigkeit auf. Einige marine Barschverwandte wie die Rotbrasse sind proterogyne Hermaphroditen, die als Weibchen geschlechtsreif werden und sich später in Männchen verwandeln. Bei anderen, wie der Goldbrasse, ist es umgekehrt: Sie sind zuerst männlich, dann weiblich (Proterandrie); bei den Anemonenfischen erfolgt diese Umwandlung zum Weibchen nur nach Bedarf. Zwitter treten außerdem bei vielen Tiefseefischen auf, z. B. bei vielen Eidechsenfischverwandten (Aulopiformes).
Obwohl Echte Knochenfische allgemein ovipar (eierlegend) sind, gibt es auch vivipare (lebendgebärende) Gruppen, z. B. die aus der Aquaristik bekannten Lebendgebärenden Zahnkarpfen. Diese Fische haben oft besondere Begattungsorgane für eine innere Befruchtung wie das Gonopodium oder das Andropodium. Meist ist es eine zum Begattungsorgan umgebildete Afterflosse.
Bei insgesamt etwa 90 Familien kommen verschiedene Formen der Brutpflege vor. Dabei werden meistens nur die Eier, bei einigen Familien von Süßwasserfischen allerdings auch Larven und Jungfische betreut. Letztere intensive Art der Brutpflege wurde im Meer bisher nur bei zwei Arten festgestellt, der Weißstreifen-Aalgrundel und dem Schwalbenschwanz-Riffbarsch.

## Paläontologie und Evolution
Die ältesten Vertreter der Echten Knochenfische finden sich in der Trias vor etwa 220 Millionen Jahren. Sie entstanden aus Vorläufern, die den heutigen im Süßwasser lebenden Kahlhechtartigen (Amiiformes) ähnlich waren, und werden als deren Schwestergruppe betrachtet. Anders als ihre Verwandten sind die Echten Knochenfische durch eine Mutation des Gulo-Gens nicht fähig, im Körper Ascorbinsäure (Vitamin C) herzustellen.
In ihrer quantitativen Bedeutung standen die Echten Knochenfische zunächst gegenüber den ursprünglich vorherrschenden Knochenganoiden (Holostei) zurück. Während der mittleren Kreide gab es einen explosionsartigen Evolutionsschub, bei dem unter anderem die Protacanthopterygii entstanden. Eine zweite Phase rascher evolutionärer Aufspaltung in der oberen Kreide und im unteren Tertiär (auch befördert durch das Aussterben der Meeressaurier an der obersten Stelle der Nahrungskette in der Wende von Kreide zu Tertiär) führte zur Entstehung der Barschverwandten (Percomorphaceae). Heute nehmen sie die vorherrschende Stellung unter den Fischen ein.
Nur 57 Prozent aller heute lebenden Familien der Echten Knochenfische sind fossil überliefert. In der Fossilien-Lagerstätte Monte Bolca in der Nähe von Verona, Italien, aus dem Eozän, fand man eine Vielzahl von Fossilien höherer Taxa der Echten Knochenfische.
Wie sich aus der Analyse des Erbguts ergab, machten die Echten Knochenfische im Lauf der Evolution eine Genverdopplung durch. Lange Zeit nahm man an, dass diese irgendwann in der Zeit von Trias bis später Kreide einsetzte, was dann zu ihrer explosionsartigen Entwicklung und der Verdrängung der Knochenganoiden führte. Mit der durch Synchrotronstrahlung möglich gewordene Untersuchung von Fossilien auf Zellniveau (Auflösung 0,35 Mikrometer) gelang es 2021 nachzuweisen, dass die Genverdopplung, ablesbar an der Größe der Zellen, schon bald nach der Trennung von den Holostei, vor etwa 240 Millionen Jahren einsetzte (die Trennung von den Holostei wird in die Zeit vor etwa 245 Millionen Jahren datiert). Das verschaffte nicht unmittelbar evolutionäre Vorteile, die Holostei blieben als Konkurrenten noch lange dominant. Wie an Fossilien in den nachfolgenden Jahrmillionen ablesbar ist, verkleinerte sich aber die Zellgröße teilweise wieder, so dass wahrscheinlich durch selektiven Abbau schließlich ein evolutionärer Vorteil entstand.

## Systematik
Die Echten Knochenfische waren das erste hohe Wirbeltiertaxon, das eine annähernd phylogenetische Systematik erhielt. Hier wird die Systematik nach R. Betancur-R. et al. (2017) wiedergegeben und die nur fossil bekannten Ordnungen ergänzt nach Nelson et al. (2017).
Teilklasse Echte Knochenfische (Teleostei)
- Ordnung Pholidophoriformes †
- Ordnung Dorestichthyiformes †
- Ordnung Leptolepiformes †
- Ordnung Crossognathiformes †
- Ordnung Ichthyodectiformes †
- Ordnung Tselfatiiformes †
- Ordnung Araripichthyiformes †
- Megakohorte Elopocephalai
  - Kohorte Elopomorpha
    - Ordnung Tarpunartige (Elopiformes)
    - Ordnung Grätenfischartige (Albuliformes)
    - Ordnung Dornrückenaalartige (Notacanthiformes)
    - Ordnung Aalartige (Anguilliformes)
- Megakohorte Osteoglossocephalai
  - Überkohorte Knochenzünglerähnliche (Osteoglossomorpha)
    - Ordnung Lycopteriformes †
    - Ordnung Mondaugen (Hiodontiformes)
    - Ordnung Knochenzünglerartige (Osteoglossiformes)

  - Überkohorte Clupeocephala
    - Kohorte Otomorpha (= Otocephala, Ostarioclupeomorpha)
      - Unterkohorte Clupei
        - Ordnung Ellimmichthyiformes †
        - Ordnung Heringsartige (Clupeiformes)

      - Unterkohorte Alepocephali
        - Ordnung Alepocephaliformes

      - Unterkohorte Ostariophysi
        - Sektion Anotophysa
          - Ordnung Sandfischartige (Gonorynchiformes)

        - Sektion Otophysa
          - Überordnung Cypriniphysae
            - Ordnung Karpfenartige (Cypriniformes)

          - Überordnung Characiphysae
            - Ordnung Salmlerartige (Characiformes)

          - Überordnung Siluriphysae
            - Ordnung Neuwelt-Messerfische (Gymnotiformes)
            - Ordnung Welsartige (Siluriformes)

    - Kohorte Euteleosteomorpha
      - Unterkohorte Lepidogalaxii
        - Ordnung Lepidogalaxiiformes

      - Unterkohorte Protacanthopterygii sedis mutabilis
        - Ordnung Galaxiiformes
        - Ordnung Goldlachsartige (Argentiniformes)
        - Ordnung Lachsartige (Salmoniformes)
        - Ordnung Hechtartige (Esociformes)

      - Unterkohorte Stomiati
        - Ordnung Maulstachler (Stomiiformes)
        - Ordnung Stintartige (Osmeriformes)

      - Unterkohorte Neoteleostei
        - Teilkohorte Ateleopodia
          - Ordnung Tiefseequappen (Ateleopodiformes)

        - Teilkohorte Eurypterygia
          - Sektion Cyclosquamata
            - Ordnung Eidechsenfischverwandte (Aulopiformes)

          - Sektion Ctenosquamata
            - Untersektion Myctophata
              - Ordnung Laternenfischartige (Myctophiformes)

            - Untersektion Acanthomorphata
              - Ordnung Ctenothrissiformes †
              - Division Lampripterygii
                - Ordnung Glanzfischartige (Lampriformes)

              - Division Paracanthopterygii
                - Ordnung Sphenocephaliformes †
                - Serie Percopsaria
                  - Ordnung Barschlachsartige (Percopsiformes)

                - Serie Zeiogadaria
                  - Unterserie Zeiariae
                    - Ordnung Petersfischartige (Zeiformes)

                  - Unterserie Gadariae
                    - Ordnung Stylephoriformes
                    - Ordnung Dorschartige (Gadiformes)

              - Division Polymixiipterygii
                - Ordnung Bartfischartige (Polymixiiformes)

              - Division Stachelflosser (Acanthopterygii)
                - Unterdivision Berycimorphaceae
                  - Ordnung Schleimkopfartige (Beryciformes)
                  - Ordnung Trachichthyiformes (Sägebäuche (Trachichthyidae) u. Verwandte)

                - Unterdivision Holocentrimorphaceae
                  - Ordnung Soldaten- und Husarenfische (Holocentriformes)

                - Unterdivision Barschverwandte (Percomorpha)
                  - Ordnung Eingeweidefischartige (Ophidiiformes)
                  - Ordnung Froschfische (Batrachoidiformes)
                  - Ordnung Kurterartige (Kurtiformes) (Kardinalbarsche (Apogonidae) u. Verwandte)
                  - Ordnung Grundelartige (Gobiiformes)
                  - Ordnung Syngnathiformes (Seenadeln (Syngnathidae) u. Verwandte)
                  - Ordnung Scombriformes
                  - Ordnung Kiemenschlitzaalartige (Synbranchiformes)
                  - Ordnung Anabantiformes (Labyrinthfische (Anabantoidei) u. Verwandte)
                  - Ordnung Carangiformes (Stachelmakrelenverwandte, Schwertfischverwandte, Plattfische u. a.)[8]
                  - Serie Ovalentaria
                    - Überordnung Ährenfischverwandte (Atherinomorphae)
                      - Ordnung Ährenfischartige (Atheriniformes)
                      - Ordnung Hornhechtartige (Beloniformes)
                      - Ordnung Zahnkärpflinge (Cyprinodontiformes)

                    - Ordnung Cichliformes
                    - Überordnung Blenniimorphae
                      - Ordnung Schildfische (Gobiesociformes)
                      - Ordnung Schleimfischartige (Blenniiformes)

                  - Serie Eupercaria
                    - Ordnung Barschartige (Perciformes)
                    - Ordnung Sonnenbarschartige (Centrarchiformes)
                    - Ordnung Himmelsguckerartige (Uranoscopiformes)
                    - Ordnung Lippfischartige (Labriformes) (incl. Papageifische, Odacidae u. Centrogenyidae)
                    - Ordnung Acropomatiformes
                    - Ordnung Doktorfischartige (Acanthuriformes)
                    - Ordnung Armflosser (Lophiiformes)
                    - Ordnung Kugelfischverwandte (Tetraodontiformes)